# NGC 5090A
NGC 5090A (другие обозначения — ESO 269-84, AM 1316-432, DCL 555, PGC 46442) — линзообразная галактика (S0) в созвездии Центавр.
Этот объект не входит в число перечисленных в оригинальной редакции «Нового общего каталога» и был добавлен позднее.